# Vittaryd
Vittaryd – miejscowość (tätort) w Szwecji, w regionie administracyjnym (län) Kronoberg, w gminie Ljungby.
Według danych Szwedzkiego Urzędu Statystycznego liczba ludności wyniosła: 304 (31 grudnia 2015), 315 (31 grudnia 2018) i 310 (31 grudnia 2019).